# Heckelphon
A heckelphon (vagy heckelphone) kettős nádnyelves fúvókával megszólaltatott kónikus furatú fúvós hangszer. Nevét kitalálójáról, Wilhelm Heckelről kapta, aki 1904-ben fiaival együtt készítette el ezt az oboánál egy oktávval mélyebb hangolású hangszert.

## Jellemzői
A heckelphon a többi oboához hasonlóan kettős nádnyelves fúvókával (náddal) rendelkezik, de ennek szélesebb nyílása van, így nehezebb megszólaltatni. A hangszer legmélyebb hangja a nagy A, tehát egy oktávval és egy félhanggal mélyebben szól az oboánál.
A heckelphon hossza 1,3 méter és viszonylag súlyos, ezért más fúvós hangszerektől eltérően a földre állítva játszanak rajta. E célból a gömbölyű tölcsérszerű végéből rövidke tüske áll ki, ezen nyugszik a hangszer.